# Jack Green (musicista)
Jack Green (Glasgow, 12 marzo 1951 – Ryde, 18 aprile 2024) è stato un musicista e cantautore britannico.

## Carriera
Green suonò con i T. Rex tra il 1973 e il 1974, poi con The Pretty Things tra il 1974 e il 1976, registrando Silk Torpedo e Savage Eye. Dopo che Phil May uscì dal gruppo The Pretty Things, continuò con Peter Tolson, Gordon Edwards e Skip Alan in Metropolis. Fu anche membro dei Rainbow per tre settimane alla fine del 1978.
Intraprese la carriera solista con l'album Humanesque nel 1980, seguita da Reverse Logic nel 1981, Mystique nel 1983 e Ultimo Gioco nel 1986.

## Discografia
Album solista
- (1980) Humanesque
- (1981) Reverse Logic
- (1983) Mystique
- (1986) Latest Game